# Abarth 500
L'Abarth 500 és un cotxe esportiu produït pel fabricant d'automòbils italià Abarth, basat en el Fiat 500, des de 2008.

## El cotxe
L'Abarth 500 es diferencia del model del qual en deriva tant per la part mecànica com per la carrosseria i també en l'interior, però aqui en menys mesura.
Davant l'augment del radiador, la turbina del sobrealimentador i l'intercooler. El para-xocs davanter està sobredimensionat i té la presa d'aire augmentada, arribant a allargar el cotxe en 1190 mm en comparació amb la versió Fiat. El para-xocs posterior disposa d'un difusor d'aire, amb els tubs d'escapament en dos punts separats.
El xassís ha estat baixat i la rigidesa augmentada, mantenint el mateix sistema de suspensió amb McPherson i barres estabilitzadores en ambdós eixos. Les llandes són de 16, 17 o 18 polzades depenent de la versió.
El Abarth 500 es fabrica a les plantes de Fiat Tychy de Polonia i les de Chrysler Toluca a Mèxic.

## Abarth 500

### Abarth 500
Kit Esseesse
Kit Esseesse Koni

## Abarth 595
Abarth 595 Custom
Abarth 595 Trofeo Edition
Abarth 595 Turismo
Abarth 595 Competizione
Kit Abarth Elaborazione 595
Abarth 595 50º Anniversario
Abarth 595 Yamaha Factory Racing

## Abarth 695
Abarth 695 Tributo Ferrari
Abarth 695 Edizione Maserati
Abarth 695 Fuoriserie
Kit Abarth 695 Brembo Koni
Abarth 695 Biposto
Abarth 695 Biposto Yamaha Factory Racing

## Versions de competició

### Rally

#### Abarth 500 R3T
És la versió, aprovada el 2009, per la FIA (Federació Internacional d'Automòbils) per la competició de ral·lis al grup R3 en concret R3T, vehicles de fins a 1.600 cm³ atmosfèrics, turbos de gasolina o dièsel, i un pes mínim de 1.080 kg.
L'Abarth 500 R3T té un turbocompressor de geometria fixa que esprem el bloc de 1.368 cm³ fins al 180 CV i 300 Nm a 3.000 rpm. La caixa de canvis és seqüencial de sis velocitats, amb doble embragatge i diferencial autoblocant. Les rodes són 19/62-17. El pes total de tot el vehicle és de 1.080 kg, just el mínim de la categoria.

#### Abarth 695 Biposto R
Amb motiu de la visita del Campionat Munidal de Ral·li (WRC) a Itàlia celebrat a Sardenya el 2015, l'equip de competició Abarth (Squadra Corse Abarth) presenta un nou model de competició del Abarth 500. Es tracta d'una variant ral·li del 695 Biposto, aprovada per la FIA i basada en l'anterior 500 R3T.
Les principals innovacions són l'adopció d'una nova caixa de canvis seqüencial i un ajustament de la suspensió elevat, adequat per a les diferents etapes del Ral·li de Sardenya. Per a la inauguració del nou model, es va triar l'antic pilot de ral·li Massimo Biasion.